# شمال غرب أوروبا

اللون الأخضر الداكن - الحد الأدنى لمدى شمال غرب أوروبا
الأخضر - الحد الأقصى لحجم شمال غرب أوروبا

شمال غرب أوروبا هي المنطقة الشمالية الغربية لقارة أوروبا.
دول شمال غرب أوروبا:
تتضمن 9 دول:
- بلجيكا
- الدنمارك
- آيسلندا
- جزر فارو
- السويد
- هولندا
- النرويج
- المملكة المتحدة
- جمهورية أيرلندا

عادة تتضمن:
- فرنسا (المناطق الشمالية فقط، جنوب فرنسا غير مدرج)
- ألمانيا